# تور دیوار (۱۹۸۱–۱۹۸۰)
تور دیوار (به انگلیسی: The Wall Tour) یک تور/کنسرت از گروه موسیقی پراگرسیو راک پینک فلوید بودکه در بین سال های ۱۹۸۰ تا ۱۹۸۱ در حمایت از آلبوم مفهومی خود با نام "دیوار" برگزار کردند.این تور در مقایسه با تورهای قبلی پینک فلوید کوتاهتر بود و تنها ۳۱ نمایش را شامل می‌شد.در این تور گروه از دیوارهای عریضی برای اجرا استفاده می‌کرد تا بتواند آن حس را به مخاطب بهتر برساند.این تور آخرین تور/کنسرتی بود که گروه پینک فلوید با شاعر،خواننده،آهنگساز و نوازنده گیتاربیس خود یعنی راجر واترز انجام می‌داد.
۳۱ اجرای این تور در شهرهای:لوس‌آنجلس (۷ نمایش)،نیویورک (۵)،دورتموند(۸) و لندن (۱۱) برگزار شد که نمایش‌های لندن در قالب آلبوم کسی هست؟ دیوار زنده ۱۹۸۱-۱۹۸۰ مستندسازی شد.

## تاریخ تور
| تاریخ برگزاری | شهر           | کشور          | محل برگزاری                       |
| آمریکای شمالی | آمریکای شمالی | آمریکای شمالی | آمریکای شمالی                     |
| ------------- | ------------- | ------------- | --------------------------------- |
| ۷ فوریه ۱۹۸۰  | لس آنجلس      | ایالات متحده  | Los Angeles Memorial Sports Arena |
| ۸ فوریه ۱۹۸۰  | لس آنجلس      | ایالات متحده  | Los Angeles Memorial Sports Arena |
| ۹ فوریه ۱۹۸۰  | لس آنجلس      | ایالات متحده  | Los Angeles Memorial Sports Arena |
| ۱۰ فوریه ۱۹۸۰ | لس آنجلس      | ایالات متحده  | Los Angeles Memorial Sports Arena |
| ۱۱ فوریه ۱۹۸۰ | لس آنجلس      | ایالات متحده  | Los Angeles Memorial Sports Arena |
| ۱۲ فوریه ۱۹۸۰ | لس آنجلس      | ایالات متحده  | Los Angeles Memorial Sports Arena |
| ۱۳ فوریه ۱۹۸۰ | لس آنجلس      | ایالات متحده  | Los Angeles Memorial Sports Arena |
| ۲۴ فوریه ۱۹۸۰ | نیویورک       | ایالات متحده  | rowspan="5"Nassau Coliseum        |
| ۲۵ فوریه ۱۹۸۰ | نیویورک       | ایالات متحده  |                                   |
| ۲۶ فوریه ۱۹۸۰ | نیویورک       | ایالات متحده  |                                   |
| ۲۷ فوریه ۱۹۸۰ | نیویورک       | ایالات متحده  |                                   |
| ۲۸ فوریه ۱۹۸۰ | نیویورک       | ایالات متحده  |                                   |
| اروپا         |               |               |                                   |
| ۴ آگوست ۱۹۸۰  | لندن          | انگلیس        | Earls Court Arena                 |
| ۵ آگوست ۱۹۸۰  | لندن          | انگلیس        | Earls Court Arena                 |
| ۶ آگوست ۱۹۸۰  | لندن          | انگلیس        | Earls Court Arena                 |
| ۷ آگوست ۱۹۸۰  | لندن          | انگلیس        | Earls Court Arena                 |
| ۸ آگوست ۱۹۸۰  | لندن          | انگلیس        | Earls Court Arena                 |
| ۹ آگوست ۱۹۸۰  | لندن          | انگلیس        | Earls Court Arena                 |
| ۱۳ فوریه ۱۹۸۱ | دورتموند      | آلمان غربی    | Westfalenhallen                   |
| ۱۴ فوریه ۱۹۸۱ | دورتموند      | آلمان غربی    | Westfalenhallen                   |
| ۱۵ فوریه ۱۹۸۱ | دورتموند      | آلمان غربی    | Westfalenhallen                   |
| ۱۶ فوریه ۱۹۸۱ | دورتموند      | آلمان غربی    | Westfalenhallen                   |
| ۱۷ فوریه ۱۹۸۱ | دورتموند      | آلمان غربی    | Westfalenhallen                   |
| ۱۸ فوریه ۱۹۸۱ | دورتموند      | آلمان غربی    | Westfalenhallen                   |
| ۱۹ فوریه ۱۹۸۱ | دورتموند      | آلمان غربی    | Westfalenhallen                   |
| ۲۰ فوریه ۱۹۸۱ | دورتموند      | آلمان غربی    | Westfalenhallen                   |
| ۱۳ ژوئن ۱۹۸۱  | لندن          | انگلیس        | Earls Court Arena                 |
| ۱۴ ژوئن ۱۹۸۱  | لندن          | انگلیس        | Earls Court Arena                 |
| ۱۵ ژوئن ۱۹۸۱  | لندن          | انگلیس        | Earls Court Arena                 |
| ۱۶ ژوئن ۱۹۸۱  | لندن          | انگلیس        | Earls Court Arena                 |
| ۱۷ ژوئن ۱۹۸۱  | لندن          | انگلیس        | Earls Court Arena                 |

## آهنگ‌های اجراشده
بخش اول
1. به شخصه؟
2. یخ نازک
3. آجری دیگر در دیوار (بخش اول)
4. شادترین روزهای زندگی‌های ما
5. آجری دیگر در دیوار (بخش دوم)
6. مادر
7. بدرود آسمان صاف
8. فضاهای خالی
9. اکنون باید چه کنیم؟
10. شهوت تازه
11. یکی از نوبت‌های من
12. اکنون مرا ترک نکن
13. آجری دیگر در دیوار (بخش سوم)
14. چند آجر آخر
15. بدرود دنیای ظالم

بخش دوم
1. آهای تو
2. کسی هست؟
3. کسی خانه نیست
4. وِیرا
5. بچه‌ها را به خانه بازگردانید
6. بی‌حس و راحت
7. نمایش باید ادامه یابد
8. به شخصه
9. بدو بزن به چاک
10. در انتظار کرم‌ها
11. بس است
12. محاکمه
13. بیرون دیوار

## اشخاص
- ریچارد رایت-اُرگ،سینث‌سایزر
- نیک میسون - سازهای کوبه‌ای
- دیوید گیلمور - گیتار و خواننده
- راجر واترز - گیتاربیس و خواننده